# Kenan Kodro
Kenan Kodro (* 19. August 1993 in San Sebastian, Spanien) ist ein bosnisch-spanischer Fußballspieler. Er steht in Ungarn beim Fehérvár FC unter Vertrag.

## Karriere

### Verein
Kodros Vater, Meho Kodro, war ebenfalls ein Fußballspieler und Stürmer. Kenan spielte zunächst in San Sebastián bei Antiguoko Kirol Elkartea und durchlief später die Jugendmannschaften von Real Sociedad San Sebastián. Sein Profidebüt gab er bei der zweiten Mannschaft von Real Sociedad. Im Winter 2012 wurde Kodro in die vierte spanische Liga zu Lagun Onak ausgeliehen.
Im Juli 2014 unterzeichnete Kodro einen Vertrag beim CA Osasuna, der ursprünglich nur für die zweite Mannschaft galt. Jedoch gab er sein Debüt für die Profimannschaft am 23. August 2014, als er bei einem 2:0-Heimsieg gegen Barcelona B eingewechselt wurde. Am 18. Oktober 2014 erzielte er sein erstes Tor als Profispieler; er schoss bei einem Heimsieg gegen CD Teneriffa den 3:2-Siegtreffer. Am 28. Januar 2015 verlängerte Kodro seine Vertragslaufzeit bis 2018. Er war am Aufstieg in die Primera División beteiligt: In den Playoffs erzielte er drei Tore in vier Spielen, zwei davon im Finale gegen den FC Girona. Kodro gab sein Erstliga-Debüt am 19. August 2016 bei einem 1:1 im Auswärtsspiel gegen den FC Málaga. Er erzielte sein erstes Erstliga-Tor am 22. Januar 2017 bei einer 4:3-Niederlage gegen Sevilla.
Ende Juni 2017 verpflichtete der Bundesligist 1. FSV Mainz 05 Kodro mit einem Vierjahresvertrag. Am 14. Februar 2018 wurde er bis zum Saisonende an den Grasshopper Club Zürich verliehen. Am 3. Juli 2018 wechselte er in die dänische Liga zum FC Kopenhagen und unterschrieb einen Vierjahresvertrag.
Ende Januar 2019 verpflichtete der spanische Erstligist Athletic Bilbao den Stürmer mit einem bis 2022 laufenden Vertrag. Anfang 2021 wurde er an Real Valladolid verliehen. Zur Saison 2021/22 löste er mit Bilbao seinen Vertrag auf und wechselte nach Ungarn zum Fehérvár FC.

### Nationalmannschaft
Im März 2017 wurde Kodro erstmals für die WM-Qualifikation 2018 in den Kader der bosnischen Nationalmannschaft berufen. Sein Debüt gab er am 28. März 2017 im Spiel gegen Albanien. Er spielte von Anfang an und bereitete einen Treffer von Senad Lulić zum 2:1-Sieg vor. Sein erstes Länderspieltor erzielte er am 3. September 2017 bei einem 4:0-Auswärtssieg in der WM-Qualifikation gegen Gibraltar.

## Erfolge
- Play-off-Sieger und Aufstieg in die Primera División (1): 2015/16